# Melochia mollipila
Melochia mollipila är en malvaväxtart som beskrevs av A. C. Smith. Melochia mollipila ingår i släktet Melochia och familjen malvaväxter. Inga underarter finns listade i Catalogue of Life.